# 道布尔戴出版社
道布尔戴出版社（英語：Doubleday）是一家美国出版公司，也称为双日出版社。公司在1897年建立时的名字为道布尔戴和麦科勒尔公司（英語：Doubleday & McClure Company） 。1927年，与乔治·H·杜兰公司合并。1947年，公司成为美国最大的出版公司。公司出版发行了许多美国作家的作品。2009年，道布尔戴出版社与克诺夫出版集团合并成为道布尔戴-克诺夫出版集团（现在企鹅兰登书屋的一部分）。